# Boo! A Madea Halloween
Série Madea (en)
A Madea Christmas
(2013) Boo 2! A Madea Halloween
(2017)
Pour plus de détails, voir Fiche technique et Distribution.
Boo! A Madea Halloween est un film américain réalisé par Tyler Perry et sorti en 2016. Le film a eu une suite l'année suivante : Boo 2! A Madea Halloween. Il s'agit du neuvième film mettant en vedette le personnage de Madea (en).

## Synopsis
Madea doit s'occuper de sa nièce pendant Halloween.

## Fiche technique
- Titre : Boo! A Madea Halloween
- Réalisation : Tyler Perry
- Scénario : Tyler Perry
- Musique : Elvin Ross
- Photographie : Richard J. Vialet
- Montage : Larry Sexton
- Production : Ozzie Areu, Will Areu et Tyler Perry
- Société de production : TIK Films et The Tyler Perry Company
- Société de distribution : Lionsgate (États-Unis)
- Pays :  États-Unis
- Genre : Comédie dramatique et comédie horrifique
- Durée : 103 minutes
- Dates de sortie : 
  -  États-Unis : 21 octobre 2016
  -  France : 7 octobre 2020 (Internet)

## Distribution
- Tyler Perry : 
  - Mabel « Madea » Simmons (en)
  - l'oncle Joe Simmons, frère de Madea
  - Brian Simmons, fils de Joe et neveu de Madea
- Cassi Davis (en) : la tante Bam
- Patrice Lovely (en) (VF : Brigitte Guedj) : Hattie Mae Love
- Diamond White (en) : Tiffany Simmons, fille de Brian et Debrah
- Bella Thorne : Rain Mathison
- Yousef Erakat : Jonathan
- Lexy Panterra (VF : Zina Khakhoulia) : Leah Devereaux
- Andre Hall (en) : Quinton
- Brock O'Hurn (en) : Ronaldo dit « Horse »
- Liza Koshy : Aday Walker
- Kian Lawley (VF : Arnaud Laurent) : Bean Boy
- JC Caylen (en) : Mikey
- Jimmy Tatro : Sean
- Tyga : lui-même
- Mike Tornabene (VF : Taric Mehani) : Dino
- Joey Nappo : Willie
- Dee Dubois : Brian « BJ » Simmons Jr.
- Javon Johnson (VF : Jean-Michel Vaubien) : le révérend Walker
- Angela Ray : Sœur Alice
- Lavell Crawford et Corey Holcomb (en) : les prisonniers

 Source et légende : version française (VF) sur RS Doublage

## Accueil
Le film a reçu un accueil défavorable de la critique. Il obtient un score moyen de 30 % sur Metacritic.